# Vivir (Belinda)
Vivir è il quarto singolo estratto da Belinda, della cantante messicana, omonima, pubblicato nel 2004 dalla Sony BMG.

## Informazioni
La canzone fu la sigla della telenovela, Corazones al limite. Fu un grandissimo successo in Messico, entrò nella Top 100 del paese e ci rimase per cinque settimane al primo posto.

## Videoclip
Il videoclip della canzone fu girato in Messico, prodotto da Lemon Films, diretto da Alejandra Lozano e fu pubblicato il settembre 2004.

## Classifiche
| Classifica(2004)           | Posizione massima |
| -------------------------- | ----------------- |
| México Top 100             | 1                 |
| Perù Top 100               | 6                 |
| Brasil Top 100             | 93                |
| Hispanoamérica Top 40      | 9                 |
| World Latin Top 30 Singles | 27                |